# Kimbolton (Herefordshire)
Kimbolton – wieś i civil parish w Anglii, w hrabstwie Herefordshire. W 2011 civil parish liczyła 472 mieszkańców.